# Adam Domalik
Adam Domalik ps. Kowboj, Dąb  (ur. 4 listopada 1925 roku w Spytkowicach, zm. 24 lutego 1948 w Krakowie) –  partyzant 3. kompanii Zgrupowania Partyzanckiego Błyskawica dowodzonego przez Józefa Kurasia Ognia, później oddziału Wiarusy (początkowo używano nazwy III Kompania AK).

## Życiorys
Syn Jana i Marii z domu Latawiec.
We wrześniu 1939 roku wywieziony przez Niemców na teren Słowacji, gdzie przebywał do lipca 1940 roku. W 1944 roku został wcielony do Baudienstu, skąd zbiegł po kilku miesiącach. Po przejściu frontu w 1945 zgłosił się do ludowego Wojska Polskiego. Wcielony do 2. zapasowego pułku piechoty do Krakowa, skąd skierowano go do szkoły podoficerskiej, którą ukończył ją w stopniu kaprala. Przydzielony do 61. pułku piechoty, a następnie przeniesiony do stacjonującej w Starym Sączu jednostki Wojsk Ochrony Pogranicza. 30 marca 1946 zdezerterował i dołączył do oddziału Mieczysława Janczaka ps. Beskida, a następnie trafił do oddziału Wojsko Polskie, Władysława Janura ps. Wisła. Uczestniczył w akcjach rozbrojeniowych i porządkowych oraz w likwidacji dawnych współpracowników niemieckich. Latem 1946 roku przybył do obozu Józefa Kurasia Ognia, który przydzielił go do 3. „rabczańskiej” kompanii zgrupowania, gdzie pełnił funkcję zastępcy dowódcy. Brał udział w niemal wszystkich akcjach prowadzonych przez kompanię od lata 1946 roku do wczesnej wiosny 1947 roku. W lutym 1947 roku nie zdecydował się na ujawnienie, lecz podjął próbę przedostania się do amerykańskiej strefy okupacyjnej w Austrii. Ucieczka nie powiodła się i został złapany na przedmieściach Wiednia, a następnie odesłany do Polski. 
18 grudnia 1947 roku Wojskowy Sąd Rejonowy w Krakowie w składzie: Stanisław Hollitscher – przewodniczący, ławnicy – Jerzy Kowalski i Jakub Lasek skazał Domalika na karę śmierci. 
Wyrok wykonano 24 lutego 1948 r. w więzieniu przy ul. Montelupich w Krakowie. Szczątki Domalika zostały odnalezione w trakcie prac ekshumacyjnych prowadzonych przez IPN w październiku 2017 roku na Cmentarzu Rakowickim. 